# Paradiarsia decempunctata
Paradiarsia decempunctata là một loài bướm đêm trong họ Noctuidae.